# Hodeida
Hodeida (em árabe: الحديدة; romaniz.: Al Hudaydah) é a quarta maior cidade do Iêmem, com uma população de 400 000 pessoas. É a capital da província (mohafazah) de Hodeida. Situada no mar Vermelho, é um porto importante, exportador de café, algodão, tâmaras e peles. A cidade se desenvolveu como um porto marítimo na metade do século XIX pelos turcos otomanos.
Em 1914, durante a Primeira Guerra Mundial, tropas alemãs lideradas por um certo major Freiherr Othmar von Stotzingen, estabeleceram uma estação de telecomunicações que foi utilizada durante a Revolta Árabe para transmitir informações de Istambul até a África Oriental Alemã, assim como propaganda para o Sudão, a Somalilândia e a Abissínia.
Após um incêndio desastroso destruir boa parte da cidade, em janeiro de 1961, foi reconstruída, especialmente as zonas portuárias, com auxílio soviético. Uma auto-estrada ligando Hodeida a Saná, a capital do país, foi concluída no mesmo ano. A cidade ainda foi a sede de uma base naval soviética nas décadas de 1970 e 1980.
A região em torno de Hodeida tem um grande número de lugares históricos, especialmente Zabide, considerada como uma das mais importantes cidades islâmicas do mundo. A cidade não é grande, porém tem mais de cem mesquitas, além de uma antiga universidade.[carece de fontes?] O escritor malaio Abedalá ibne Abdalcáder visitou Hodeida em suas peregrinações a Meca, em 1854, e descreveu a cidade em seu relato de viagem, mencionando que o hábito de se mascar o khat era dominante nesta cidade então.